# 春日丸 (コンテナ船)
|                |                                       |
| 船歴           |                                       |
| 起工           | 1975年3月25日                         |
| 進水           | 1976年2月25日                         |
| 竣工           | 1976年8月27日                         |
| その後         |                                       |
| 主要目         |                                       |
| 総トン数       | 58,438 トン                           |
| 載貨重量トン数 | 43,896 トン                           |
| 満載排水量     | 68,545 トン                           |
| 全長           | 289.499 m                             |
| 垂線間長       | 273.0 m                               |
| 型幅           | 32.2 m                                |
| 型深           | 24.3 m                                |
| 吃水           | 12.0 m                                |
| 主機           | 三菱 MS-40型蒸気タービン 2基          |
| 出力           | 80,000馬力（最大） 72,000馬力（常用） |
| 航海速力       | 25.9ノット                            |
| 最高速力       | 28.98ノット                           |
| 乗員           | 33名                                  |
| コンテナ積載数 | 2,326TEU                              |

春日丸（かすがまる）は、日本郵船が運航しているコンテナ船。
「春日丸」の船名は日本郵船では初代（1898年竣工の貨客船）、2代目（貨客船として建造されたが空母大鷹に改造）に次いで3代目に当たる。

## 概要
日本郵船は東アジア～欧州間のコンテナ航路に鎌倉丸級3隻を投入していたが、その増強用として第30次計画造船で建造されたものが本船で、1976年8月27日三菱重工業神戸造船所で竣工、9月2日より欧州航路に就航した。
鎌倉丸級は全長261.0mであったが、本船はパナマ運河通航制限近くまで船体を長くしており、竣工時は日本最大のコンテナ船であった。
1980年6月19日には燃費改善のため、主機の蒸気タービン2基（計80,000馬力）をディーゼル2基（計53,600馬力）に換装した。
これにより航海速力は25.9ノットから23.25ノットに低下したものの、燃料消費量は1日当たり366.3トンから165.6トンへと大幅に低減した。
その後、1988年にパナマ船籍となり「Kasuga I」と改名された。